# Манастир Својново
Манастир Својново је женски манастир Српске православне цркве у Својнову, који припада Епархији крушевачкој. Посвећен је светом Николи Мирликијском. Налази се западно од села Својново, на обронцима планине Јухор. Удаљен је десетак километара од Варварина и Сталаћа.

## Историја
Највероватније је основан у другој половини 14. века. Манастир се помиње 1377. године у повељи Кнеза Лазара манастиру Раваница. У турским документима из 16. века се помиње манастир Светог Николе код села Поточца у Левачкој нахији и то је највероватније овај манастир.
Манастир Светог Николе Мирликијског је потпуно уништен крајем 18. века за време ратова Аустријско-турског рата (1787—1791), када је у овим крајевима против Турака ратовао капетан Коча Анђелковић.
Обновљен је 1812. године, током Првог српског устанка. Тадашњи нахијски кнез Милета Радојковић је од остатака порушеног манастира изградио данашњу цркву и данашњи стари источни конак.

## Старешине манастира
- Данило (Радојевић), (1947—1977).
- Тавита (Милосављевић), (1991—тренутна).[3]

## Архитектура
Манастирска црква има триконхалну основу са неправилно засведеним ваљкастим сводом. На источном делу се налази полукружна апсида, а на бочним странама плитке конхе. Црква је зидана од ломљеног белог камена са фугованим и дерсованим фасадама. Главна улазна и бочна врата су направљена од дрвета са орнаментима у народном стилу са пуно биљних украса и преплета. Зидови су једним делом живописани фрескама. У цркви постоји пет прозора. Кров је изграђен на две воде и покривен црепом.
Иконостас потиче из 19. века. Североисточно од цркве се налази, стари, приземни конак из 1812. године. На западу је изграђен нов већи конак.